# Élisabeth de Haulteterre
Élisabeth de Haulteterre (Marie Françoise Élisabeth Haulteterre), née le 9 février 1738 à Paris et morte le 29 octobre 1820 à Paris, est une musicienne française.
Elle est la fille de Pierre Hauteterre, « bourgeois de Caen » (1737), « maître à danser » (1738), et d'Elisabeth Dubuisson, mariés à Bourges en 1737.
En 1764, elle épouse Pierre Charles Lévesque (1736-1812), alors « dessinateur et graveur en taille douce ». Ils sont les parents de la femme de lettres Marie Louise Rose Lévesque, née en 1768 (qui épousera Pétigny de Saint-Romain).
En 1773, ils partent tous les trois à Saint-Pétersbourg, ils y résident jusqu'en 1780. En juillet 1774, elle entre  « à la Société d'éducation des jeunes filles nobles (Institut Smolny) pour enseigner la harpe et le clavecin avec 300 roubles d'appointements par an, portés peu après à 1200 roubles.»
NB: Elle ne doit pas être confondue avec Elisabeth de Hauteterre, violoniste et compositrice célèbre dans les années 1730-1740: qui joue les sonates de Jean-Marie Leclair au Concert Spirituel en 1737; qui publie un Premier livre de sonates pour violon continuo, en 1740, un Second concerto à cinq, quatre violons, Orgue et violoncello, dédié à Madame Adélaïde de France. (Composé par Mlle de Hauteterre, gravé par son mari) en 1744; qui prend le 13 janvier 1741, un privilège général de douze ans pour publier des sonates à violon seul et basse de sa composition et d'autres œuvres de musique instrumentale.

## Œuvres
Ses concertos et sonates pour violon sont perdus.
- Recueil de chansons pour clavecin
- Deuxième recueil d'airs choisis avec accompagnement de Harpe, par Madame Levesque, ci-devant Mademoiselle de Haulteterre, Paris, chez Cousineau (1768)